# Troade
La Troade è il nome storico della penisola di Biga (in turco Yarımadası, in greco Τρῳάς?) situata nella parte nord-occidentale dell'Anatolia, Turchia.
La regione fa parte della provincia turca di Çanakkale. Delimitata a nord-ovest dai Dardanelli, a ovest dal mar Egeo ed è separata dal resto dell'Anatolia dal Monte Ida. Nella regione, bagnata da due fiumi principali, lo Scamandro (Karamenderes) e il Simoenta, si trovano le rovine dell'antica città di Troia. Grenikos, Kebren, Simoeis, Rhesos, Rhodios, Heptaporos e Aisepos erano sette fiumi della Troade e anche i nomi delle corrispondenti divinità fluviali.

## Storia
La regione, nota in seguito con il nome di Troade, veniva chiamata Wilusa (la wilusa omerica) dagli ittiti. Questa identificazione venne per prima avanzata da Emil Forrer, ma ampiamente contestata dalla maggior parte degli esperti sugli ittiti fino al 1983, quando Houwink ten Cate mostrò due frammenti della stessa originale tavoletta cuneiforme e la sua analisi della lettera restaurata rivelava che Wilusa fosse correttamente posta nell'Anatolia nord-occidentale. Secondo Trevor Bryce, i testi ittiti indicano un numero di incursioni degli Ahhiyawa su Wilusa durante il XIII secolo a.C., che potrebbero avere causato la disfatta del re Walmu. 
Anche Bryce riferisce che le ricerche archeologiche condotte da John Bintliff negli anni settanta mostrano che un potente regno dominante l'Anatolia nord-occidentale fosse incentrato su Troia.
I re di Pergamo (adesso Bergama) più tardi cedettero il territorio della Troade alla repubblica romana. Sotto l'impero, il territorio della Troade divenne parte della provincia d'Asia e poi con l'impero bizantino inclusa nel thema delle Isole Egee. In seguito alla conquista da parte dell'impero ottomano, la Troade venne a formare parte del sangiaccato di Biga.

## La Troade secondo la mitologia greca
Dopo la morte di Dardano (figlio di Zeus e di Elettra), fondatore della città di Dardania, il regno passò al nipote Troo, che chiamò la regione "Troade" e gli abitanti "troi" (o "troiani" secondo alcuni autori latini). 
Ilo, figlio di Troo, fondò la città di Ilio o, altrimenti detta, Troia. La città fu retta poi da Laomedonte e quindi da Priamo, durante il cui regno venne assediata dagli Achei; cadde dopo dieci anni di guerra, e gran parte della popolazione fu uccisa o fatta schiava. Le vicende legate alla città sono cantate nei poemi greci del Ciclo Troiano e nell'Eneide.
Ilion non fu l'unico insediamento della Troade a darsi uno statuto; nello stesso periodo sorsero altri regni, i cui sovrani intervennero poi in difesa di Priamo durante il decennale assedio. Il regno più grande era quello della città di Arisbe, governato da Asio, figlio della moglie ripudiata di Priamo (Arisbe, donde il nome della capitale) e di Irtaco; il giovane controllava anche le città di Sesto, Abido e Percote. Adrasto e Anfio, suoi zii materni, erano invece sovrani rispettivamente di Adrastea e Pitiea. A Colone regnava Cicno, mentre suo figlio Tenete aveva preso il potere a Tenedo, l'isola di fronte a Troia. Nella città di Zelea, infine, comandava Licaone: questi fu l'unico che non prese personalmente parte alla guerra di Troia, essendo già avanti negli anni, e vi inviò suo figlio Pandaro.

## La Troade nel Nuovo Testamento
Paolo visitò la Troade e ad essa si riferisce quando chiede al suo amico Timoteo, fuori da Efeso, di portargli il suo mantello che aveva lasciato là a casa di Carpo. Questo era stato un viaggio di circa 500 km; Paolo venne accompagnato da Luca.

## Città
- Adrastea
- Arisbe
- Astira
- Azia
- Berito (Troade)
- Colone
- Percote
- Pitiea
- Troia
- Zelea